# George Dobson
George David Dobson (Harold Wood, 15 november 1997) is een Engels voetballer die als middenvelder voor Charlton Athletic FC speelt.

## Carrière
Dobson speelde tien jaar in de jeugd van Arsenal, van waar hij in 2015 naar West Ham United vertrok. Hij zat in maart 2016 twee keer op de bank bij het eerste elftal van West Ham, maar kwam hier niet in actie. Gedurende het seizoen 2016/17 werd hij verhuurd aan Walsall, waarmee hij in de League One uitkwam. In de zomer van 2017 vertrok hij naar Sparta Rotterdam, waar hij een contract voor twee jaar tekende. In januari 2018 werd dit in onderling overleg ontbonden, en sloot hij bij Walsall FC aan. Hier speelde hij anderhalf seizoen in de League One, tot hij in 2019 naar competitiegenoot Sunderland AFC vertrok. In zijn eerste seizoen was hij hier een vaste waarde, maar in het tweede seizoen kwam hij minder in actie. Zodoende werd hij de tweede helft van het seizoen 2020/21 verhuurd aan AFC Wimbledon. Hierna maakte hij transfervrij de overstap naar Charlton Athletic FC.

### Clubstatistieken
| Seizoen                                                        | Club                  | Competitie     | Competitie | Competitie | Beker | Beker | Overig* | Overig* | Totaal | Totaal |
| Seizoen                                                        | Club                  | Competitie     | Wed.       | Dlp.       | Wed.  | Dlp.  | Wed.    | Dlp.    | Wed.   | Dlp.   |
| -------------------------------------------------------------- | --------------------- | -------------- | ---------- | ---------- | ----- | ----- | ------- | ------- | ------ | ------ |
| 2015/16                                                        | West Ham United FC    | Prem. League   | 0          | 0          | 0     | 0     | 0       | 0       | 0      | 0      |
| 2016/17                                                        | → Walsall FC          | League One     | 21         | 1          | 0     | 0     | 5       | 0       | 26     | 1      |
| 2017/18                                                        | Sparta Rotterdam      | Eredivisie     | 5          | 0          | 0     | 0     | 0       | 0       | 5      | 0      |
| 2017/18                                                        | Jong Sparta Rotterdam | Tweede divisie | 6          | 1          | –     | –     | –       | –       | 6      | 1      |
| 2017/18                                                        | Walsall FC            | League One     | 21         | 1          | 0     | 0     | 0       | 0       | 21     | 1      |
| 2018/19                                                        | Walsall FC            | League One     | 39         | 0          | 3     | 0     | 2       | 0       | 44     | 0      |
| 2019/20                                                        | Sunderland AFC        | League One     | 29         | 0          | 1     | 0     | 6       | 1       | 36     | 1      |
| 2020/21                                                        | Sunderland AFC        | League One     | 5          | 0          | 1     | 0     | 5       | 1       | 11     | 1      |
| 2020/21                                                        | → AFC Wimbledon       | League One     | 24         | 1          | 0     | 0     | 0       | 0       | 24     | 1      |
| 2021/22                                                        | Charlton Athletic FC  | League One     | 5          | 0          | 0     | 0     | 2       | 0       | 7      | 0      |
| Carrièretotaal                                                 | Carrièretotaal        | Carrièretotaal | 155        | 4          | 5     | 0     | 20      | 2       | 180    | 6      |
| *Bevat wedstrijden uit de EFL Cup en de Football League Trophy |                       |                |            |            |       |       |         |         |        |        |
| Bijgewerkt op 3 oktober 2021                                   |                       |                |            |            |       |       |         |         |        |        |